# مکان‌هایی در قلب
مکان‌هایی در قلب (به انگلیسی: Places in the Heart) فیلمی ۱۱۲ دقیقه‌ای به کارگردانی رابرت بنتون با بازی سالی فیلد است.